# Anvar Sadat
Anvar Sadat (tudi Anvar el-Sadat, Mohamed Anvar el-Sadat), egiptovski predsednik (1970-1981), * 25. december 1918, Mit Ab al-Kum, Egipt, † 6. oktober 1981, Kairo, Egipt.

## Življenjepis
Po končani vojaški akademiji v Kairu se je Sadat pridružil državnemu udaru leta 1950 pod vodstvom Naserja, ki je končal monarhijo. V letih 1964−1966 in 1969-1970 je bil podpredsednik in leta 1970, po Naserjevi smrti, predsednik Egipta.
Vodil je Egipt med jomkipursko vojno leta 1973 z Izraelom. Čeprav je Egipt vojno izgubil, je Sadat vseeno doživel vzpon priljubljenosti med arabskimi državami.
Leta 1977 je ponudil Izraelu mirovno pogodbo, ki je bila dokončno sklenjena 1979. Zaradi tega je skupaj z izraelskim predsednikom vlade Menahemom Beginom prejel Nobelovo nagrado za mir leta 1978.
Zaradi tega premirja in predvsem dejstva, da je premirje podpisal z judovsko državo, so začele delovati proti njemu številne radikalne islamske skupine, kar je privedlo do njegovega atentata, ki ga je izvedla Skupina islamskega džihada pod vodstvom Khalida Islambulija. Sadat je umrl za posledicami atentata 6. oktobra 1981.

## Dosežki
- Podpredsednik Egipta (1964-1966 in 1969-1970)
- Predsednik Egipta (1970 - 1981)
- Prejemnik Nobelove nagrade za mir leta 1978